# Distrito de Moulins
El distrito de Moulins es un distrito (en francés arrondissement) del departamento francés de Allier, de la región de Auvernia-Ródano-Alpes. Cuenta con 109 comunas.

## División territorial

### Cantones
Los cantones del distrito de Moulins son:
1. Cantón de Bourbon-l'Archambault
2. Cantón de Chantelle
3. Cantón de Chevagnes
4. Cantón de Dompierre-sur-Besbre
5. Cantón de Lurcy-Lévis
6. Cantón de Le Montet
7. Cantón de Moulins-Oeste
8. Cantón de Moulins-Sur
9. Cantón de Neuilly-le-Réal
10. Cantón de Saint-Pourçain-sur-Sioule
11. Cantón de Souvigny
12. Cantón de Yzeure

### Comunas
| 1. Agonges (03002)               | 2. Aubigny (03009)                | 3. Aurouër (03011)                    | 4. Autry-Issards (03012)              |
| 5. Avermes (03013)               | 6. Bagneux (03015)                | 7. Barberier (03016)                  | 8. Bayet (03018)                      |
| 9. Beaulon (03019)               | 10. Bessay-sur-Allier (03025)     | 11. Besson (03026)                    | 12. Bourbon-l'Archambault (03036)     |
| 13. Bransat (03038)              | 14. Bresnay (03039)               | 15. Bressolles (03040)                | 16. Buxières-les-Mines (03046)        |
| 17. Cesset (03049)               | 18. Chantelle (03053)             | 19. Chapeau (03054)                   | 20. La Chapelle-aux-Chasses (03057)   |
| 21. Chareil-Cintrat (03059)      | 22. Charroux (03062)              | 23. Chemilly (03073)                  | 24. Chevagnes (03074)                 |
| 25. Chezelle (03075)             | 26. Château-sur-Allier (03064)    | 27. Châtel-de-Neuvre (03065)          | 28. Châtillon (03069)                 |
| 29. Chézy (03076)                | 30. Contigny (03083)              | 31. Coulandon (03085)                 | 32. Coulanges (03086)                 |
| 33. Couleuvre (03087)            | 34. Couzon (03090)                | 35. Cressanges (03092)                | 36. Deneuille-lès-Chantelle (03096)   |
| 37. Deux-Chaises (03099)         | 38. Diou (03100)                  | 39. Dompierre-sur-Besbre (03102)      | 40. La Ferté-Hauterive (03114)        |
| 41. Fleuriel (03115)             | 42. Fourilles (03116)             | 43. Franchesse (03117)                | 44. Gannay-sur-Loire (03119)          |
| 45. Garnat-sur-Engièvre (03120)  | 46. Gennetines (03121)            | 47. Gipcy (03122)                     | 48. Gouise (03124)                    |
| 49. Laféline (03134)             | 50. Limoise (03146)               | 51. Loriges (03148)                   | 52. Louchy-Montfand (03149)           |
| 53. Lurcy-Lévis (03155)          | 54. Lusigny (03156)               | 55. Marcenat (03160)                  | 56. Marigny (03162)                   |
| 57. Meillard (03169)             | 58. Meillers (03170)              | 59. Mercy (03171)                     | 60. Molinet (03173)                   |
| 61. Monestier (03175)            | 62. Montbeugny (03180)            | 63. Le Montet (03183)                 | 64. Montilly (03184)                  |
| 65. Montord (03188)              | 66. Monétay-sur-Allier (03176)    | 67. Monétay-sur-Loire (03177)         | 68. Moulins (03190)                   |
| 69. Neuilly-le-Réal (03197)      | 70. Neure (03198)                 | 71. Neuvy (03200)                     | 72. Noyant-d'Allier (03202)           |
| 73. Paray-le-Frésil (03203)      | 74. Paray-sous-Briailles (03204)  | 75. Pierrefitte-sur-Loire (03207)     | 76. Pouzy-Mésangy (03210)             |
| 77. Rocles (03214)               | 78. Saint-Aubin-le-Monial (03218) | 79. Saint-Ennemond (03229)            | 80. Saint-Germain-de-Salles (03237)   |
| 81. Saint-Gérand-de-Vaux (03234) | 82. Saint-Hilaire (03238)         | 83. Saint-Léopardin-d'Augy (03241)    | 84. Saint-Martin-des-Lais (03245)     |
| 85. Saint-Menoux (03247)         | 86. Saint-Plaisir (03251)         | 87. Saint-Pourçain-sur-Besbre (03253) | 88. Saint-Pourçain-sur-Sioule (03254) |
| 89. Saint-Sornin (03260)         | 90. Saint-Voir (03263)            | 91. Saligny-sur-Roudon (03265)        | 92. Saulcet (03267)                   |
| 93. Souvigny (03275)             | 94. Target (03277)                | 95. Taxat-Senat (03278)               | 96. Le Theil (03281)                  |
| 97. Thiel-sur-Acolin (03283)     | 98. Toulon-sur-Allier (03286)     | 99. Treban (03287)                    | 100. Tronget (03292)                  |
| 101. Trévol (03290)              | 102. Ussel-d'Allier (03294)       | 103. Vaumas (03300)                   | 104. Verneuil-en-Bourbonnais (03307)  |
| 105. Le Veurdre (03309)          | 106. Vieure (03312)               | 107. Villeneuve-sur-Allier (03316)    | 108. Voussac (03319)                  |
| 109. Ygrande (03320)             | 110. Yzeure (03321)               | 111. Étroussat (03112)                |                                       |